# موكب يوم نصر موسكو 2007

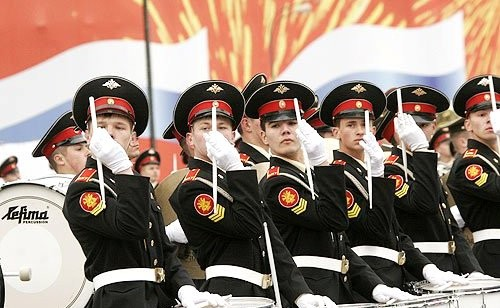

موكب يوم النصر في موسكو 2007، عقد يوم 9 مايو 2007 لاحياء ذكرى استسلام ألمانيا النازية في عام 1945. يمثل الموكب انتصار الاتحاد السوفيتي في الحرب الوطنية العظمى. يعقد موكب يوم النصر في موسكو أكبر مدينة في روسيا وعاصمتها، ويكون بمشاركة وحدات من الجيش الروسي حيث يتم استعراض اخر ما توصلت اليه صناعة الاسلحة الروسية من دبابات وطائرات وقاذفات صواريخ وغيرها.